# Kean. Geniusz i Szaleństwo

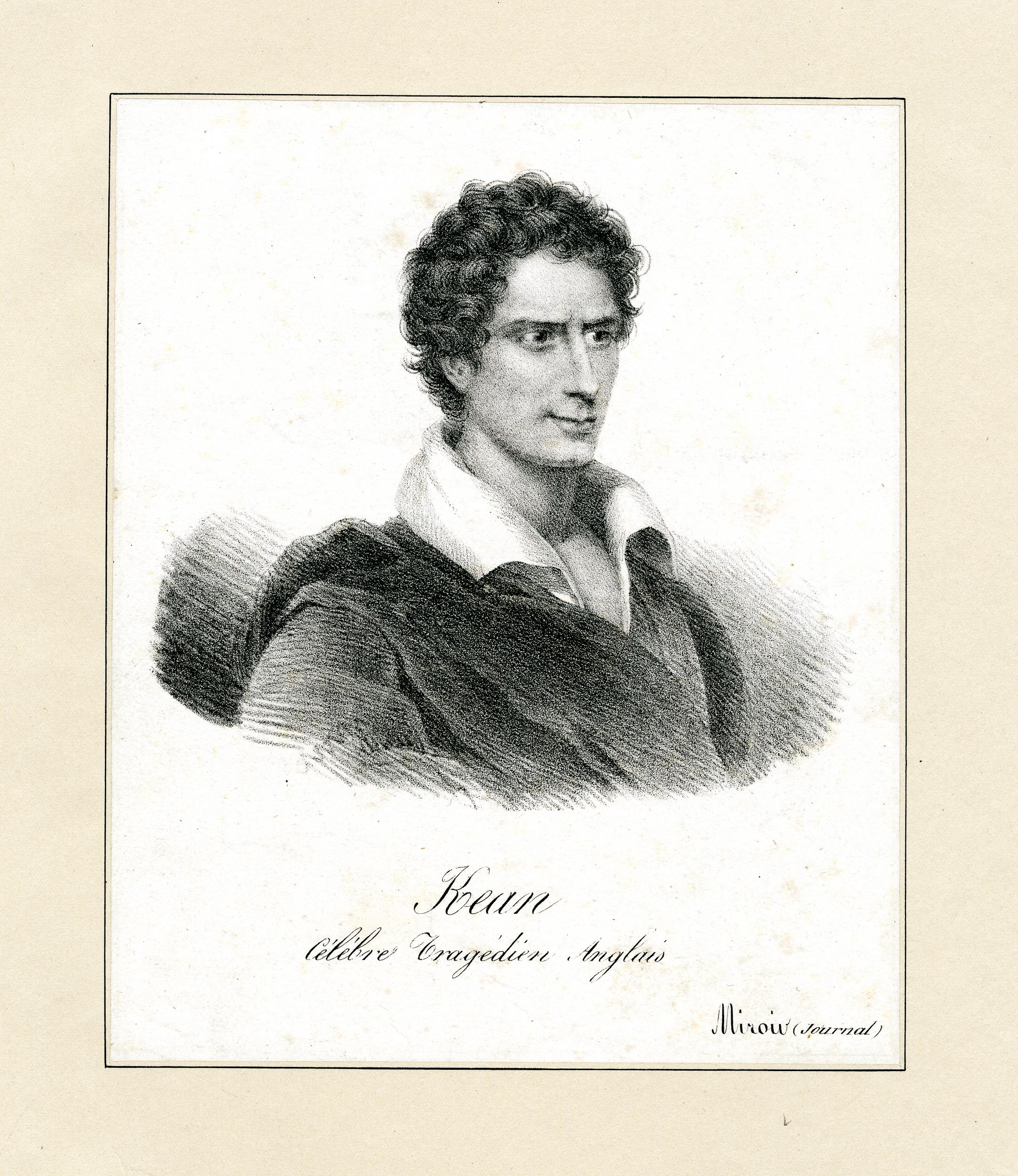
Edmund Kean

Kean - Geniusz i Szaleństwo (fr. Kean, ou Désordre et Génie) – słuchowisko radiowe  z 2004 roku na podstawie dramatu Alexandre’a Dumasa (ojca) z 1836 roku opartae na wątkach z biografii słynnego brytyjskiego autora Edmunda Keana.

## Realizacja
Adaptacjaː Jean-Paul Sartre, 
Przekładː Jerzy Macierakowski, 
Opracowanie radioweː Iwona Malinowska, 
Opracowanie muzyczneː Marian Szałkowski, 
Realizacja akustycznaː Andrzej Brzoska, 
Reżyseriaː Henryk Rozen. 

## Osoby
| Osoba              | Jej rola w dramacie             | Aktor               |
| ------------------ | ------------------------------- | ------------------- |
| Kean               | Słynny aktor                    | Piotr Adamczyk      |
| Książę Walii       | Następca tronu                  | Mirosław Konarowski |
| Hrabia de Koefeld  | Ambasador Danii                 | Wojciech Zajdler    |
| Lord Medwill       | narzeczony Anny Dumby           | Marek Barbasiewicz  |
| Reżyser            |                                 | Jan Jurewicz        |
| Salomon            | sufler                          | Maciej Maciejewski  |
| Darius             | fryzjer                         | Jan Kulczycki       |
| Hrabina de Koefeld | żona ambasadora                 | Ewa Gawryluk        |
| Anna Dumby         | córka bogatego kupca            | Eliza Borowska      |
| Hrabina Goswill    | przyjaciółka hrabiny de Koefeld | Joanna Węgrzynowska |
| Gidsa              | służąca hrabiny de Koefeld      | Jolanta Wołłejko    |

## Treść

### Przyjęcie u księżnej Koefeld
Książę Walii przynosi do lady Gosswill wiadomość, że lord Mewill nadaremnie przygotowuje się do ślubu z Anną Dumby, bowiem wybranka jego serca uciekła właśnie z królem angielskiej sceny, Edmundem Keanem. Lady Gosswill domyśla się, że to z tego powodu aktor odmówił przybycia do niej, kiedy Kean zjawia się we drzwiach. Zaprzecza jakoby gdziekolwiek uciekał. Owszem Anna Dumby była u niego, ale go nie zastała. Prosi więc zebranych, żeby ktoś podjął się zdementować plotkę, która może złamać życie niewinnej kobiecie. Ze względu na reputację aktora nikt się nie kwapi. Wówczas Kean wydobywa list Anny i prosi księżnę Koefeld, by się z nim zapoznała i zaświadczyła o niewinności Anny. Znalazłszy się z Heleną sam na sam, daje jej odczytać również list umieszczony na odwrocie, w którym wyznaje jej miłość i prosi o schadzkę w jego garderobie. Helena przyrzeka się zjawić.

### W garderobie
Kean czeka na ukochaną, gdy niespodziewanie zjawia się książę Walii, towarzysz jego hulanek. Książę cytuje fragment jego listu do Heleny. Kean, przekonany, że ukochana go wydała przyznaje się do wszystkiego. Okazuje się jednak, że książę Walii blefował, zacytował, na chybił, trafił, fragment listu, który Kean już kilkukrotnie wcześniej mu cytował, zabiegając o względy innych kobiet. Teraz domaga się, by aktor zrezygnował z ambasadorowej, bo jej uwiedzenie może mieć wielorakie reperkusje polityczne. Proponuje, mu w imieniu króla, za pisemne zrzeczenie się Heleny, pokrycie wszystkich jego długów, w sumie sześciu tysięcy funtów. Kean wybucha gwałtowną tyradą przeciw możnym, którzy wielbią swych aktorów, ale nie pozwalają im mieć własnego życia. Nie chce wyrzec się ukochanej. Kiedy jednak książę oświadcza mu, że księżna Koefeld go nie odwiedzi, została bowiem zaproszona wraz  z mężem na bal, zgadza się zrezygnować ze starań o nią, gdyby istotnie nie przyszła, w przeciwnym razie książę pokryje jego długi. W chwilę później goniec przynosi list od księżnej Koefeld z przeproszeniem, że nie może przyjść z powodu balu. Książę triumfuje, gdy rozlega się pukanie i do garderoby wchodzi kobieta w woalce.
Nieznajomą okazuje się Anna Dumby, która przychodzi prosić Keana o radę jak zostać aktorką. Aktor jest zawiedziony, ale i zadowolony, bo książę Walii wyszedł przekonany, że odwiedziła go Helena. Proponuje Annie, by odegrała scenkę starania o rolę. Anna.

### W gospodzie
Rozradowana Anna wpada do pokoju Keana w tawernie. Przyszła w to miejsce, zgodnie ze wskazówkami zawartymi w otrzymanym od niego liście. Kean nie wysyłał jej żadnego listu. Obawia się podstępu lorda Medwilla. Ponieważ dowiaduje się, że jego partnerka do roli Desdemony na jutrzejszy benefis nie zdoła dotrzeć na czas, proponuje zagranie tej roli Annie. Obiecuje przećwiczyć ją z dziewczyną przed występem, a tymczasem wyratować z kłopotów, w jakie popadła.

### Przed występem

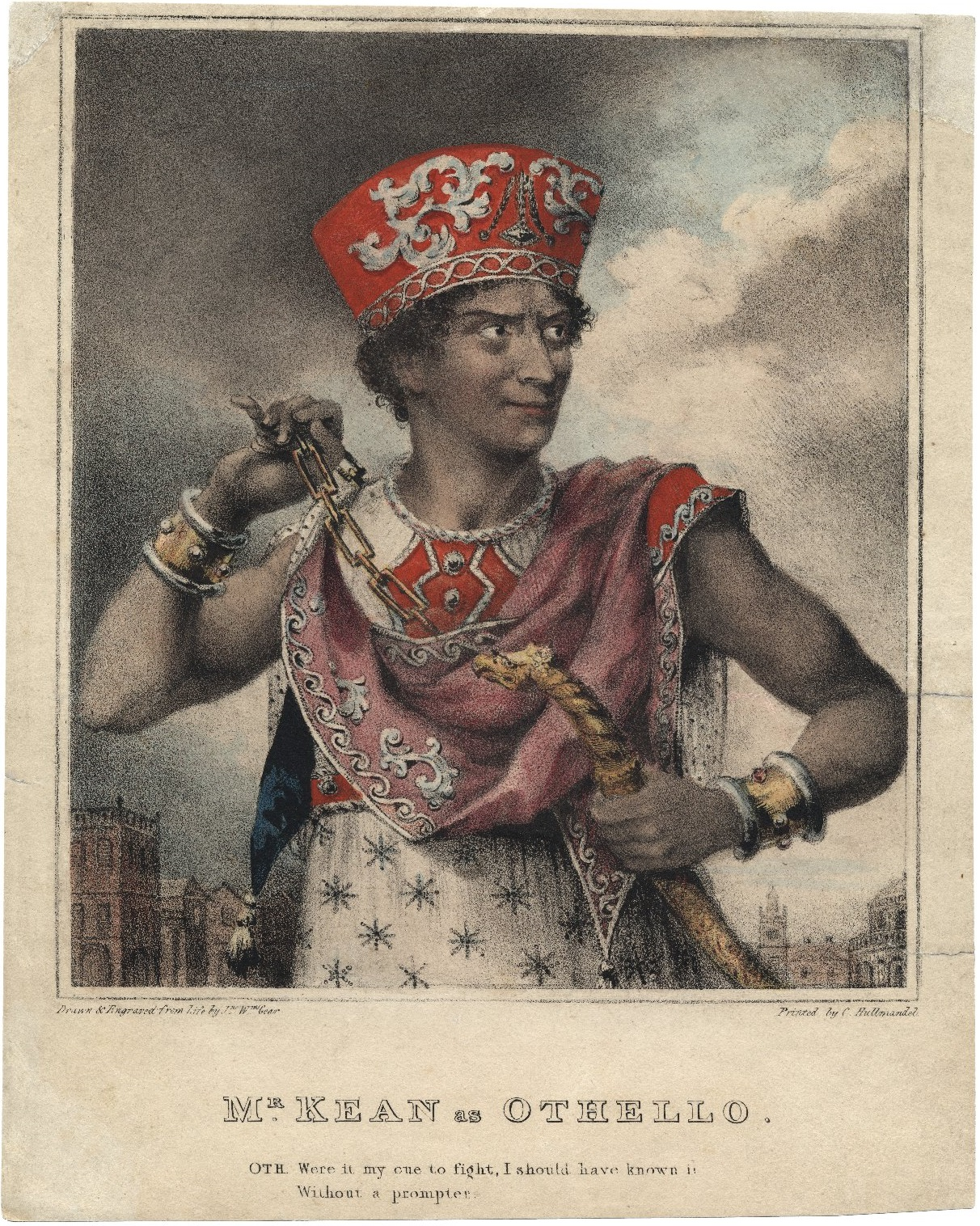
Edmund Kean jako Otello

Kean ćwiczy z Anną ostatnią scenę Otella, gdy do garderoby wpada zazdrosna hrabina de Koefeld i żąda by Anna nie wystąpiła tego wieczora, jeżeli aktor chce ją jeszcze oglądać. Ktoś puka do drzwi i Kean ukrywa hrabinę. Wchodzą książę Walii i hrabia Koefeld. Hrabia opowiada o zatargu jaki miał wczoraj lord Medwill i o tym, że nie chciał bić się z komediantem. Po wyjściu hrabiego Kean prosi księcia, przez wzgląd na ich przyjaźń, by nie korzystał tego wieczora z loży hrabiny. Książę zgadza się jeśli aktor pisemnie zrzeknie się praw do Heleny. Aktor jednak odmawia. Do garderoby zagląda służąca lady Koefeld, która zostawiła gdzieś podarowany jej przez księcia Walii wachlarz. Salomon potwierdza, że książę Walii zasiadł w loży hrabiny Koefeld, czym wprawia aktora w rozgoryczenie. Kean odwleka wyjście na scenę, by za zgodą Anny szukać dla niej zastępczyni. Publiczność gwiżdże, a reżyser grozi aktorowi więzieniem, jeśli nie wystąpi. Kean ostatecznie zgadza się pod wpływem namów Anny na występ.  

### Występ
Anna myli się w naprędce wyuczonym tekście, ku uciesze publiczności. Kean atakuje księcia i publiczność, zarzuca im obłudę i fałsz. I schodzi ze sceny. Reżyser przerywa przedstawienie ogłaszając, że słońce Anglii uległo zaćmieniu, atakowi szaleństwa.

### Rozwiązanie
Anna odwiedza Keana w garderobie. Odpływa do Nowego Jorku, gdzie dostała angaż po wczorajszym występie. Namawia Keana, by popłynął z nią i w ten sposób umknął przed aresztowaniem. Zaintrygowany pukaniem do sekretnych drzwi, ukrywa Annę w sąsiednim pokoju. Zjawia się Helena, której wyznaje swą miłość. Ona chce jednak tylko zwrotu kompromitujących ją listów miłosnych. Zwraca je. Kolejny pukający powoduje, że ukrywa ją w drugim pokoju przylegającym do garderoby. Zjawia się książę Koefeld i żąda satysfakcji z powodu wachlarza żony, który znalazł w garderobie Keana. Od pojedynku ratuje aktora list księcia Walii, który prosi o zwrot wachlarza, pożyczonego od lady Koefeld i przez roztargnienie pozostawionego w jego garderobie. Książę Koefeld nadal żywi podejrzenia, widział bowiem zawoalowaną kobietę wchodzącą do teatru. Z opresji ratuje tym razem aktora Anna, która wychodzi z ukrycia. Po wyjściu Koefelda Kean chce wypuścić Helenę, ale pokój jest pusty. Pojawia się książę Walii i oznajmia, że pomógł uciec Helenie oraz że wyjednał Keanowi u króla zmianę kary więzienia na roczne wygnanie. Kean decyduje się wyjechać za Anną do Nowego Jorku. Anna triumfuje.